# 제논-135
제논-135은 제논 동위 원소의 일종으로, 양성자 54개와 중성자 81개로 이루어진 핵종이다. 텔루륨-135(135Te)의 붕괴 생성물인 아이오딘-135(135I)가 핵분열하면서 발생하는 핵종이며, 반감기는 약 9시간이다.

## 생성 및 이용

### 원자로
원자로에서 아이오딘-135의 방사성 붕괴를 통해서 주로 생성되며, 강력한 중성자 흡수재로 알려져 있다. 이 때문에 원자로에 아이오딘-135가 쌓이도록 방치하면 제논-135의 양이 급격하게 많아져 원자로가 정지될 수 있다. 이를 제논 독작용(영어: Xenon poisoning 또는 Iodine pit)이라 한다.

### 핵실험 탐지
2006년 10월 9일 북한이 1차 핵실험을 했다. 5일 뒤, 미국에 1대만 있는 방사능 측정 정찰기인 WC-135가 미국 네브레스카주 오풋 기지의 미 공군 55비행단에서 일본 오키나와현 가네다 공군기지로 이동해, 동해상에서 제논-135을 탐지했다. WC-135는 공중 급유기를 개조한 것이다. 2006년 10월 10일 일본은 제논-135 탐지기를 갖춘 가와사키 T-4 훈련기 3대를 동해에 투입했다. 2006년 10월 11일 대한민국 정부는 스웨덴에서 제논 탐지기를 긴급히 공수해 와 휴전선에 배치, 탐지에 들어갔다.
2006년 10월 16일 열린 국정감사에서, 신원기 한국원자력안전기술원장은 김영선(한나라당) 의원의 질의에 답변하며 "스웨덴으로부터 제논 검출기인 사우나(SAUNA)를 들여올 때 기술자까지 함께 왔고, 스웨덴 기술자들이 대기를 포집해서 샘플을 스웨덴으로 보낸 후 현재로선 더 이상 대기를 포집할 수 없다"고 밝혔다. 유승희(열린우리당) 의원은 "스웨덴 제논검출기 'SAUNA'는 미국제 'ARSA'에 비해 민감도가 3~5배 떨어진다"면서 왜 미제를 임차하지 않았느냐면서 따졌다.
대한민국은 2007년 4월 방사성 크립톤-85 가스 탐지 장비인 'BfS-ISR'을 독일에서 20만 유로에, 2007년 12월 방사성 제논 가스 탐지 장비인 'SAUNA II'를 스웨덴에서 72만 유로에 도입해 휴전선에 배치했다. 제논과 크립톤은 매우 가벼워서 멀리까지 날아가며, 다른 물질과 화학반응을 하지 않아, 핵실험 탐지의 결정적 증거로 이용된다.

## 같이 보기
- 제논-133 - 핵분열시 발생하는 주요한 방사성 동위원소 중의 하나로, 반감기는 5일이다.
- 제논 독작용